# Departamento de Sanidad de la Ciudad de Nueva York
El Departamento de Sanidad de la Ciudad de Nueva York o por sus siglas en inglés DSNY (New York City Department of Sanitation) es una fuerza uniformada de  sindicalizados de trabajadores de saneamientos  (Local 831 USA of the teamsters) de la Ciudad de Nueva York. Su responsabilidad incluye la recolección de basura collection, reciclaje, limpieza de las calles, y remover la nieve. Tal como el resto de las fuerzas uniformadas de la ciudad, ellos tienen un sobrenombre: "New York's Strongest.", "los fuertes de Nueva York". La sección de la Calle Worth entre las calles Centre y Baxter en Manhattan es llamada como "Avenue of the Strongest" (la avenida de los fuertes) en su honor. El Departamento de Sanidad de la Ciudad de Nueva York, es el departamento de sanidad más grande del mundo, con más de 7,899 trabajadores y supervisores uniformados, 2,041 trabajadores civiles, 2,230 camiones, 275 camiones especializados en recolección, 450 barrenderos de calles, 365 rociadores de sal y arena, 298 cargadores frontales, 2,360 vehículos de apoyo, y recibe más de 12,000 toneladas de basura residencial e institucional y reciclables al día. Bajo el comisionado John J. Doherty, las calles de Nueva York se informa, el más limpio que lo han sido en más de 30 años.

## Historia
DSNY fue fundada en 1881 como el Departamento de Limpieza de Calles. Uno de los primeros comisionados del Departamento, el coronel George E. Waring, Jr., fue pionero en prácticas actuales tales como el reciclaje, barrido de calles y fuerzas de uniformados dedicados a la limpieza y recolección.